# Oenothera speciosa
Oenanthe speciosa és una espècie de planta herbàcia de la família de les Onagraceae. És originària de Texas i Mèxic.

## Descripció
Originalment natiu només a les praderies centrals de Missouri i Nebraska sud a través de Kansas, Oklahoma i Texas fins al nord-est de Mèxic. Anomenades pel nom comú de Pink Ladies (Senyores de Rosa, seria la traducció de l'anglès) o Pink evening primrose (Roses nocturnes de primavera o Onagres Roses) Són perennes, i s'estén per formar extenses colònies.

### Flors
Les seves grans flors de quatre pètals, solitàries, a les aixelles foliars, tenen una gamma de color de rosa fosc a blanc. Els brots s'obren en flors rosades o blanques, estan en les aixelles de les fulles superiors de les primes i suaus tiges. Els capolls de textura delicada i en forma de copa estan plenes de color rosa o venes vermelles. Les flors poden ser tan petites com d'1 cm (2,5 cm màxim) d'ample en condicions de sequera.

### Fulles
El fullatge és generalment lineal i pinnades, tot i que les fulles també poden ser senceres i en forma de llança depenent de la localitat. És una espècie resistent a la sequera que podet formar colònies de mida considerable. La planta es conrea sovint en jardins i s'escapa del cultiu.

## Biologia
Com el nom comú implica, la majoria de les espècies d'onagra obren les seves flors a la nit, tancant-se de nou d'hora cada matí. Les flors d'alguns membres del gènere s'obren a la nit tan ràpidament que el moviment gairebé es pot observar.
Les poblacions d'onagra rosats, a la part sud de la seva àrea de distribució natural, però, obren les seves flors al matí i els tanquen cada nit. Per complicar encara més les coses, les poblacions en les regions del nord de la seva àrea de distribució tendeixen a obrir-se a la nit.

## Taxonomia
Oenanthe lachenalii va ser descrita per Cavanilles, Antonio José (Joseph) i publicada a Fl. Bad. 1: 678 1805.

### Etimologia
- Oenothera: deriva del llatí i pot tenir un significat com: aquella planta els sucs de la qual poden causar adormidera
- speciosa: epítet adjectiu atorgat a la planta que és bella, bonica i molt vistosa.[4]